# ペスカーラ県

ペスカーラ県
Provincia di Pescara

ペスカーラ県（ペスカーラけん、イタリア語: Provincia di Pescara）は、イタリア共和国アブルッツォ州に属する県の一つ。県都はペスカーラ。

## 地理

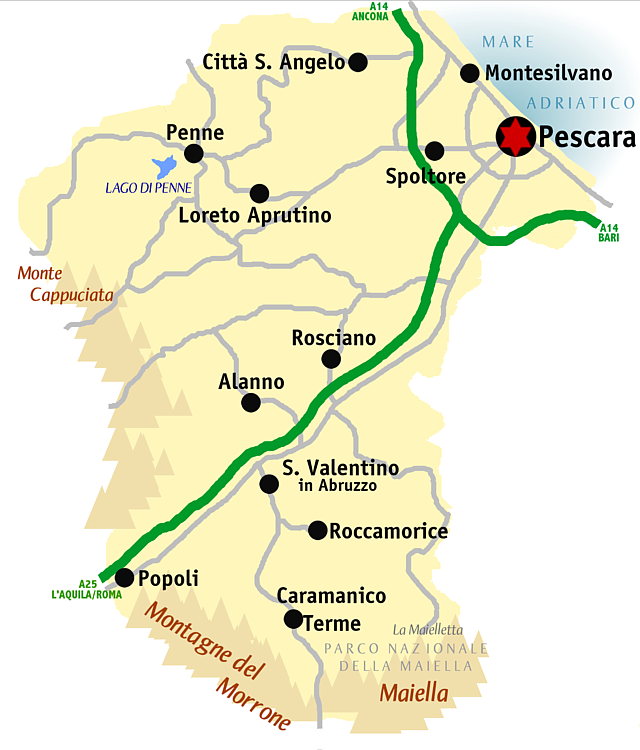
ペスカーラ県概略図

### 位置・広がり
アブルッツォ州東部に位置する県で、北東はアドリア海に面する。県都ペスカーラは県域東北部に位置するアドリア海に面した港湾都市で、キエーティから北北東へ13km、テーラモから東南東へ48km、州都ラクイラから東へ68km、首都ローマから東北東へ155kmに位置する。
隣接する県は以下の通り。
| - テーラモ県 - 北西 - キエーティ県 - 東南 - ラクイラ県 - 西南 |

### 地形・地勢
グラン・サッソ山塊の東側に位置する。

### 主要な都市・集落
2001年の国勢調査に基づく居住地区（Località abitata）別人口統計によれば、人口5000人以上の都市・集落は以下の通り。（　）内は所属コムーネ（自治体）名を示すが、都市名と同一の場合は省いた。 
| - ペスカーラ - 115,815人 - MONTESILVANO MARINA （モンテジルヴァーノ） - 37,092人 - ペンネ - 5,971人 - ポーポリ・テルメ - 5,552人 |

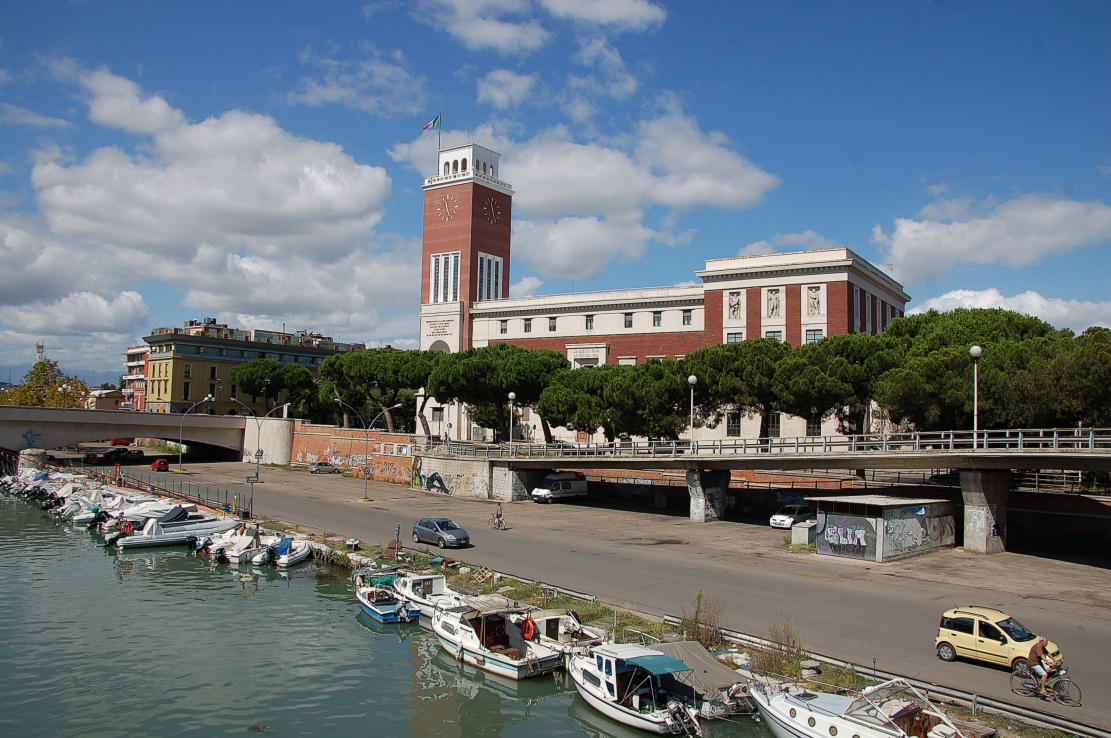
ペスカーラ
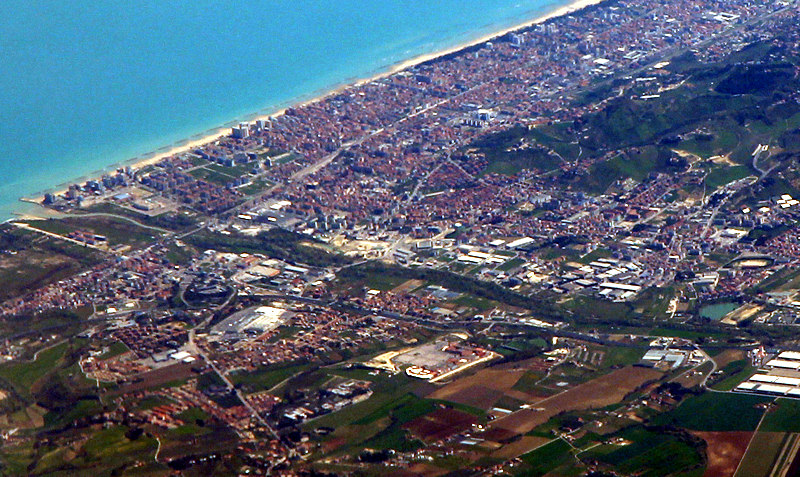
モンテジルヴァーノ
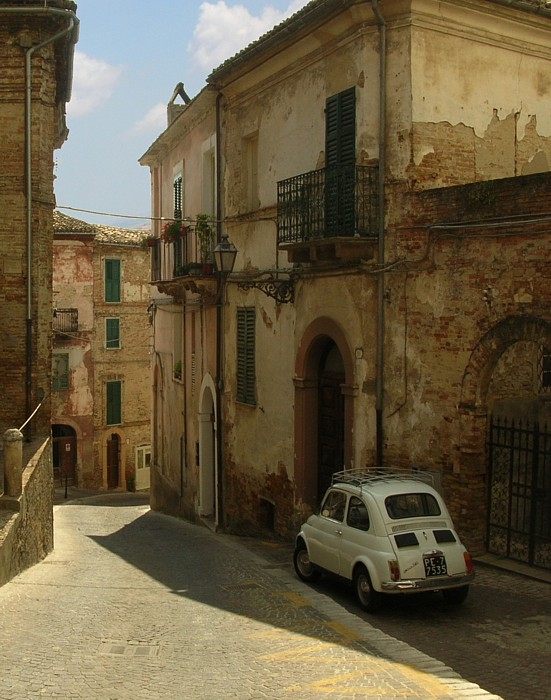
ペンネ

## 行政区画

### コムーネ
ゴリツィア県には46のコムーネが属する。主要なコムーネ（人口5000人以上）は下表の通り。左端の数字はISTATコードを示す。人口は2015年1月1日現在。
| コード | 自治体名                 | 人口    |
| ------ | ------------------------ | ------- |
| 068028 | ペスカーラ               | 121,366 |
| 068024 | モンテジルヴァーノ       | 53,577  |
| 068041 | スポルトーレ             | 19,306  |
| 068012 | チッタ・サンタンジェロ   | 14,914  |
| 068027 | ペンネ                   | 12,428  |
| 068011 | チェパガッティ           | 10,802  |
| 068030 | ピアネッラ               | 8,556   |
| 068021 | ロレート・アプルティーノ | 7,539   |
| 068022 | マノッペッロ             | 6,987   |
| 068015 | コッレコルヴィーノ       | 5,990   |
| 068033 | ポーポリ・テルメ         | 5,219   |

## 人物

### 著名な出身者
- ガブリエーレ・ダンヌンツィオ - 19-20世紀の詩人・作家・劇作家。ペスカーラ生まれ。
- エンニオ・フライアーノ - 20世紀中葉の脚本家・劇作家・小説家。ペスカーラ生まれ。